# 誕生寺 (鴨川市)
誕生寺（たんじょうじ）は、千葉県鴨川市小湊にある、日蓮宗大本山の仏教寺院。山号は小湊山。鎌倉時代の1276年（建治2年）10月、日蓮の弟子日家が日蓮の生家跡に高光山日蓮誕生寺として建立したのが始まりである。

## 歴史
室町時代の1498年（明応7年）に起きた明応地震、江戸時代の1703年（元禄16年）に起きた元禄地震と2度の大地震、大津波により、小湊漁港近くの現在地に移転された。生家跡伝承地は沖合いの海中に没している。
江戸時代、第26代日孝が水戸光圀の外護を得て七堂伽藍を再興して小湊山誕生寺と改称したが、1758年（宝暦8年）に、仁王門を残して焼失。1842年（天保13年）に第49代目闡が現存する祖師堂を再建した。

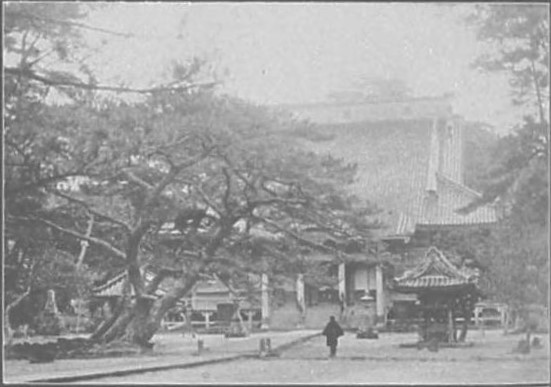
1912（明治45）年頃の誕生寺

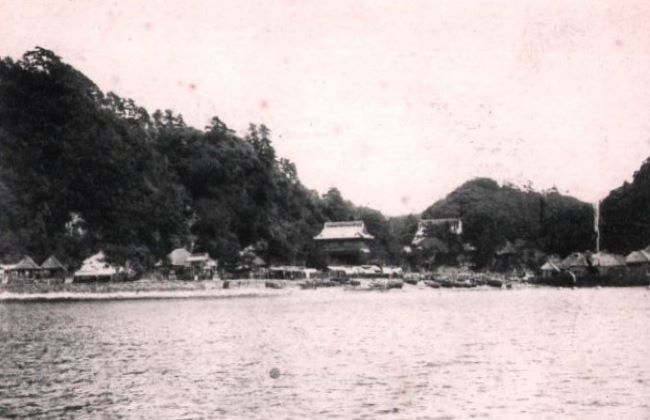
第二次世界大戦前に撮影された誕生寺と門前

近代に入り、大正天皇の病気平癒の廟所が建立された。その後、昭和から平成にかけて、50万人講を発願して諸堂を復興、1992年（平成4年）5月に落慶法要が行われた。2001年（平成13年）10月には「誕生寺の線香と磯風」が、かおり風景100選に選定されている。
江戸時代、不受不施派（悲田宗）禁制の幕命により天台宗に宗旨替えするところだったが、身延山久遠寺が日蓮誕生地の由緒で貰い受け、一本山に格下げとなった。1946年（昭和21年）、大本山に復帰した。
現住は84世石川日命貫首（本山水戸久昌寺より晋山）。潮師法縁。

## 伽藍

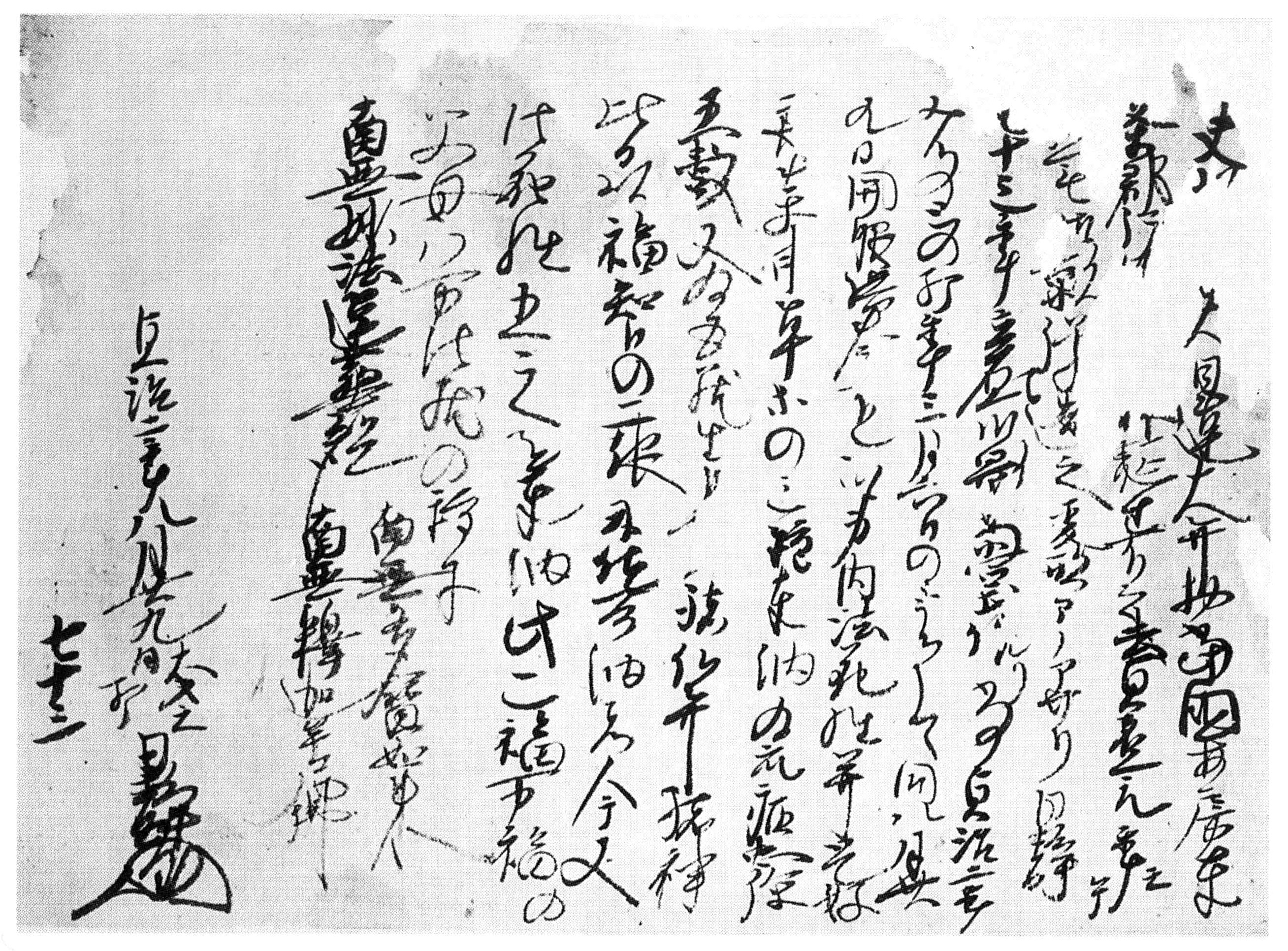
御影体内文書（日静筆、室町時代）

山内には幼少期の日蓮像、祖師堂など日蓮に関わる施設が目立つ。
- 仁王門

1706年（宝永3年）建立。1991年（平成3年）に大改修。入母屋造二重門、間口8間（柱間は五間三戸）。宝暦の大火で焼け残った誕生寺最古の建造物。両側の金剛力士（仁王）像は松崎法橋作。楼上の般若の面は左甚五郎作とされる。千葉県指定有形文化財。
- 本堂

1991年（平成3年）10月建立。間口7.8間、奥行き8.8間の単層入母屋造り本瓦葺。水戸光圀の寄進による十界本尊木像（大仏師左京康裕作）がある。天井に仏教植物の天井画（石川響筆）82枚。日家、日保像等が安置される。
- 祖師堂

1842年（天保13年）建立。入母屋造、総欅造り雨落ち18間4面（柱間は正面7間、側面6間）。高さ95尺。建材は江戸城改築用として、伊達家仙台藩の船が江戸へ運ぶ途中で遭難し、譲り受けたもの。日蓮像が安置される。聖人像が安置される御宮殿は明治天皇の女官たちの寄進による。堂内右側の天井には南部藩の相馬大作筆による天女の絵が描かれる。堂内の天蓋等の仏具類は明治天皇の生母である中山慶子一位局や、大正天皇の生母・柳原愛子一位局による寄進。鴨川市指定有形文化財。
- 本師殿宝塔

1988年（昭和63年）5月完成。総高26メートル、塔体印度砂岩切石貼。釈尊像（西村房蔵作）を安置。
- 宝物殿

1989年（平成元年）1月に新築開館。面積366m2。日蓮真筆、歴代の墨蹟、里見家、加藤清正、水戸光圀等の遺墨、明治皇室よりの拝領品、日蓮聖人御一代伝記画十八枚等を展示。
- 客殿

1933年（昭和8年）建造。総檜造りで宮家の接待所として造られ、貴賓殿と称した。
- 太田稲荷堂

　   1863年（文久3年）建立。戦国武将・太田康資の守護神であった稲荷を祀っている。
- 竜王殿

1890年（明治23年）、奥庭の山の中に有栖川宮家代々の位牌を祀る霊屋として建立。姉小路（勝光院）、室町清子、高倉寿子（明治時代女官長）、柳原愛子など10名の女官を施主とする供養塔などがある。
このほか、誕生堂、鐘楼堂などがある。

### 文化財（建造物以外）
- 石造三層塔（鴨川市指定有形文化財[2]）
- 大壁画 散華霊鷲山（石川響作）
- 富木殿女房御返事 （日蓮真蹟）
- 薬王丸画像
- 誕生寺古図

#### 生身の日蓮像と願満の鯛
1991年（平成3年）、祖師堂の日蓮像を修理するため解体したところ、胎内から4代日静筆の古文書と薬草が発見された。古文書には「生身の祖師」の名と宗祖誕生の時と所が記されていた。日蓮が母を蘇生させた伝説から、当山の日蓮像は「蘇生願満の祖師」と呼ばれる。
この願満の祖師のお使いとして鯛が使われており、山内では鯛のお守り「願満の鯛」が売られている。また、日蓮宗信徒に限らず、周辺地域では鯛を食べる事を嫌う人が多い。なお、願満の鯛は近所にある清澄寺の五角の合格枡と共に有名な縁起物となっている。

## 歴代
6世日東、7世日耀、8世日堯、9世日詠、10世日蔵、11世日出、12世日威、13世日賑、14世日就。

## ギャラリー

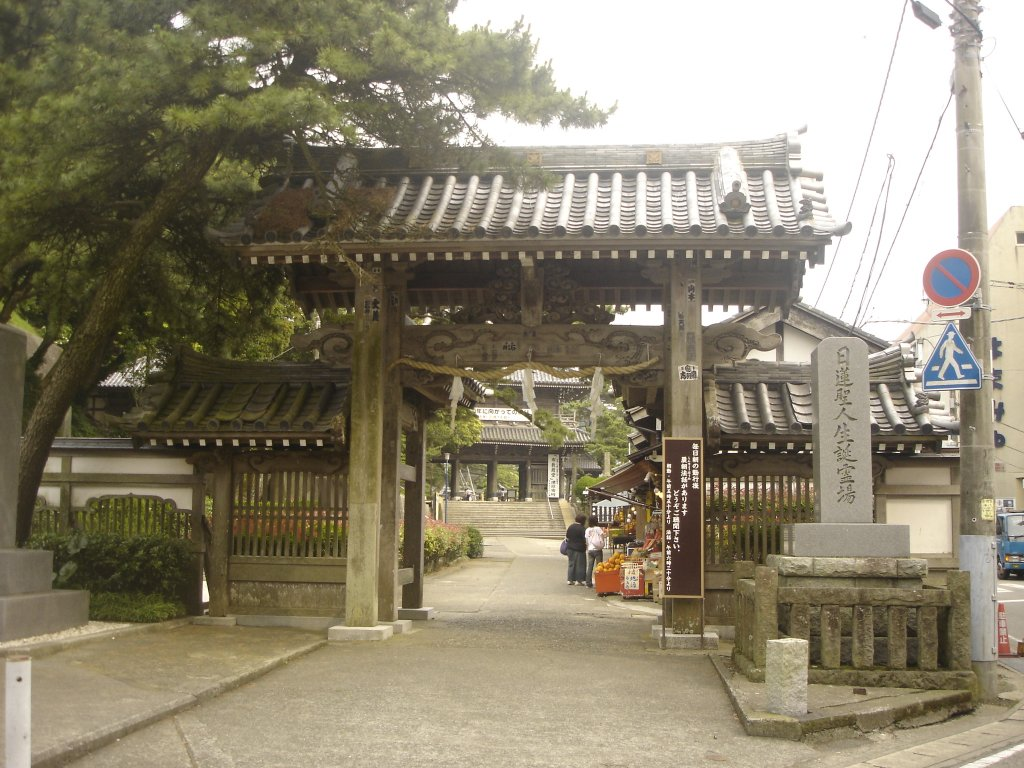
総門
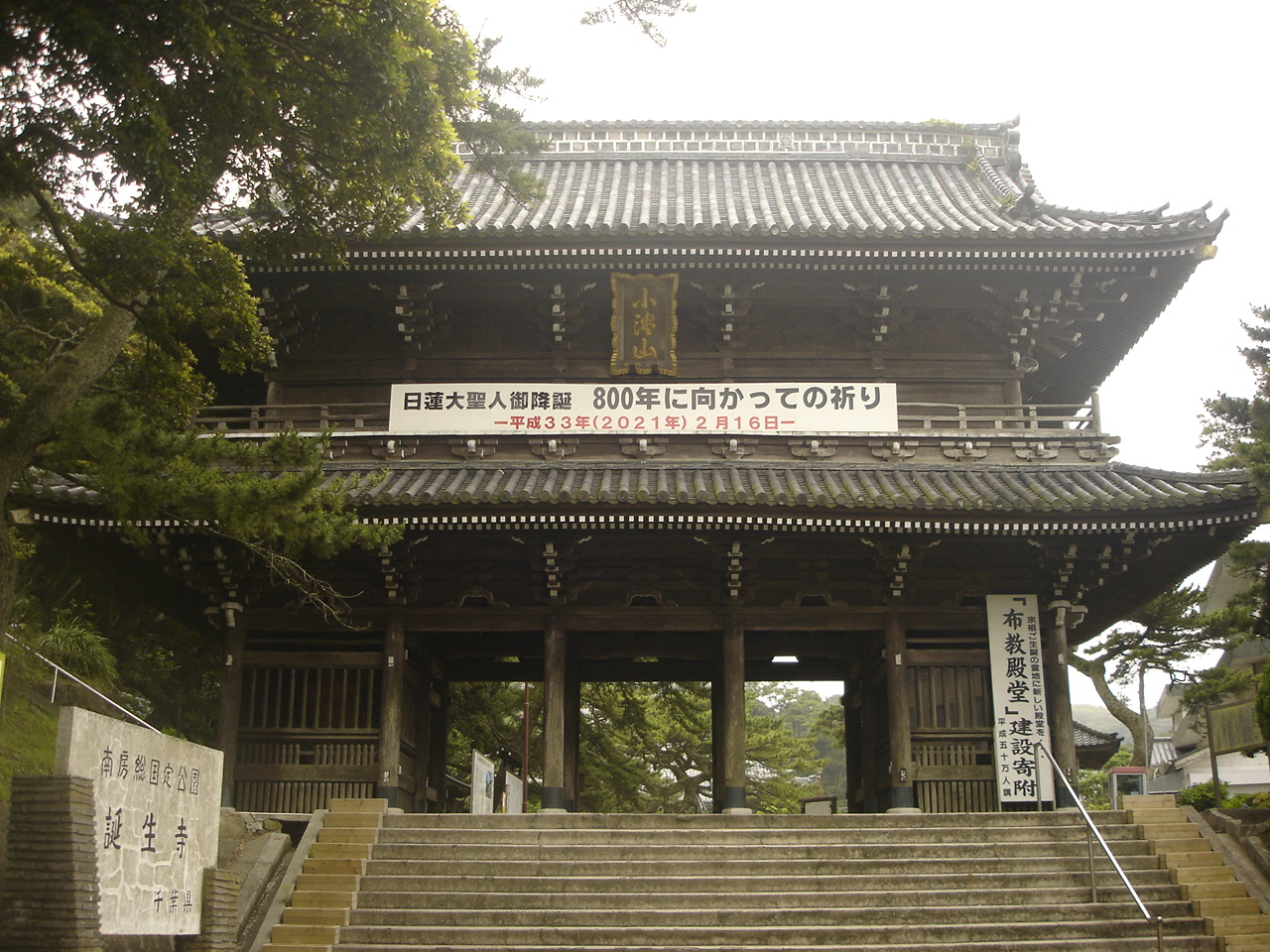
仁王門
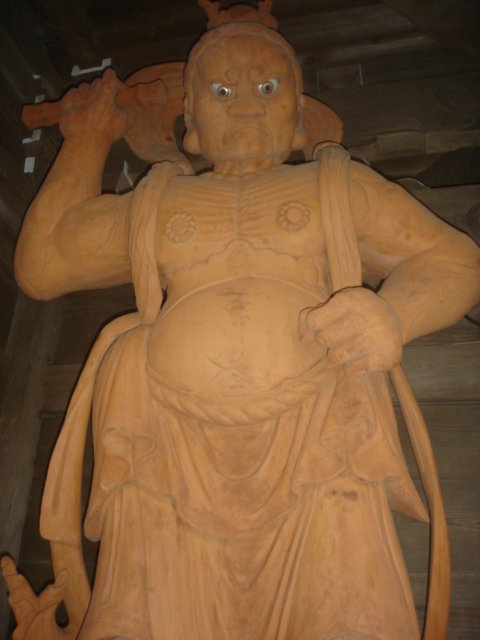
金剛力士像（向かって左の吽形像）
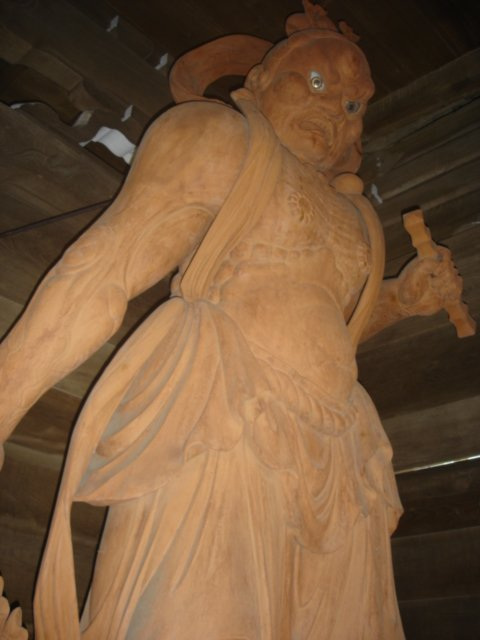
金剛力士像（向かって右の阿形像）
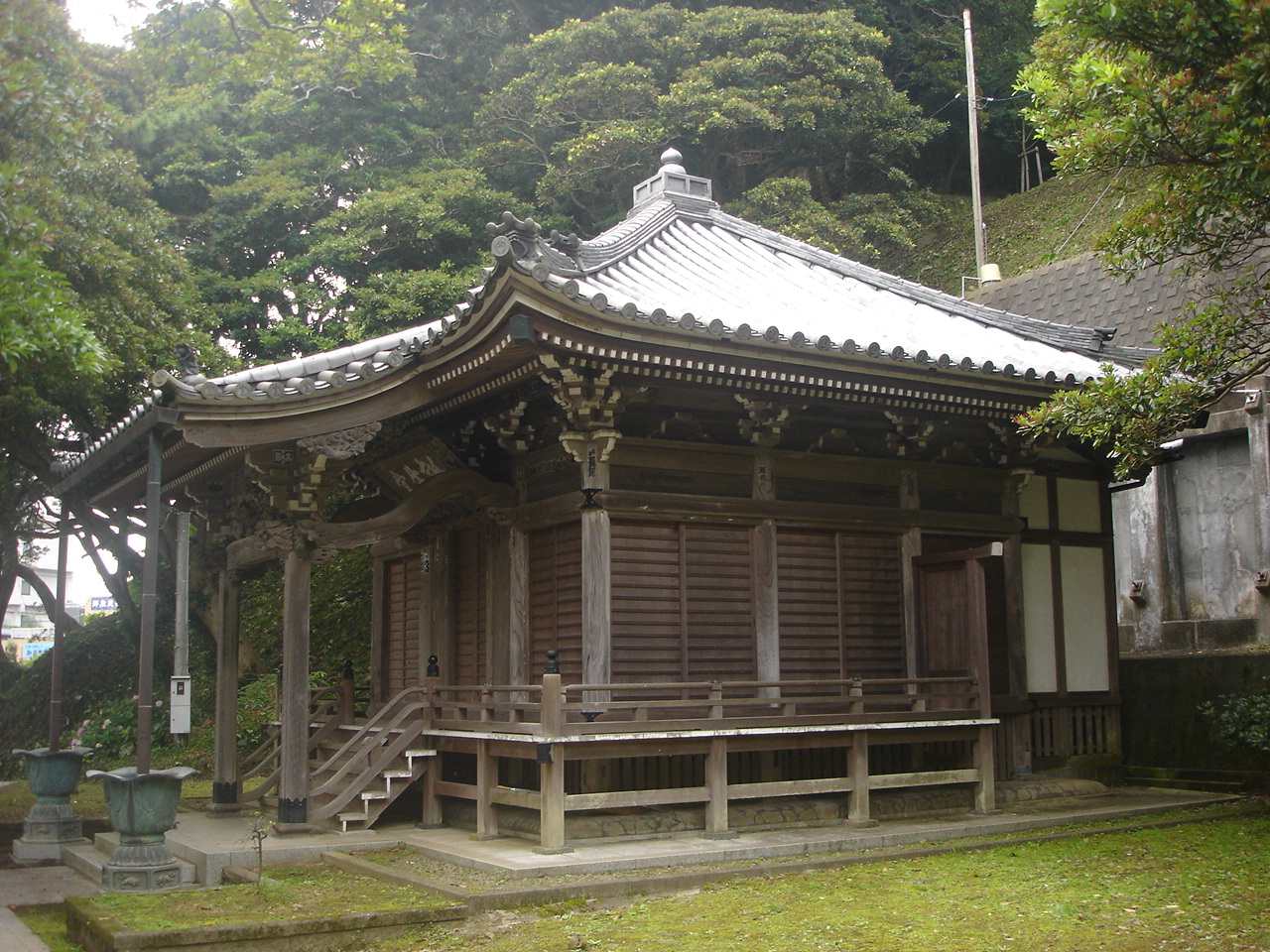
誕生堂
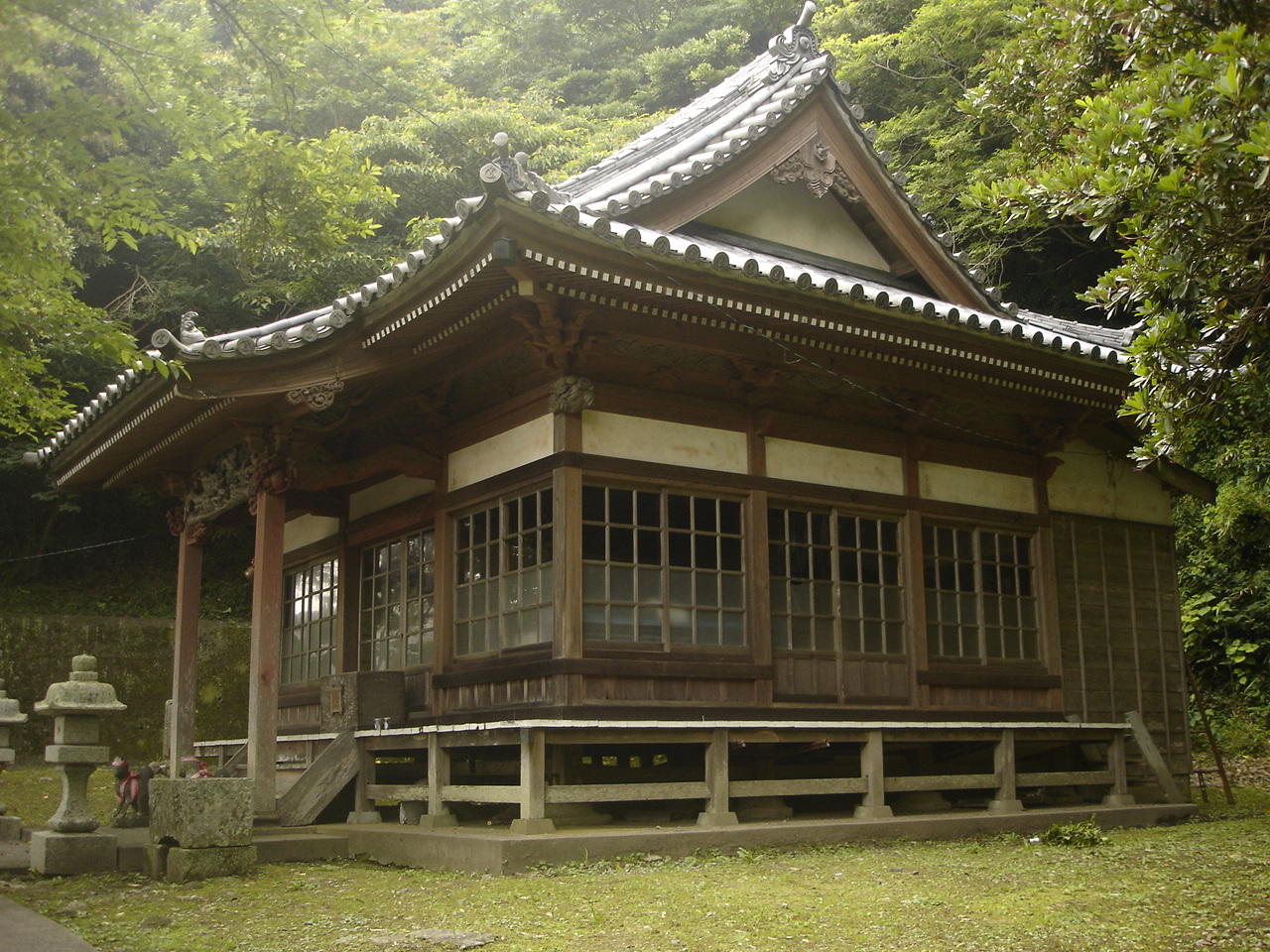
太田堂
日蓮聖人御幼像
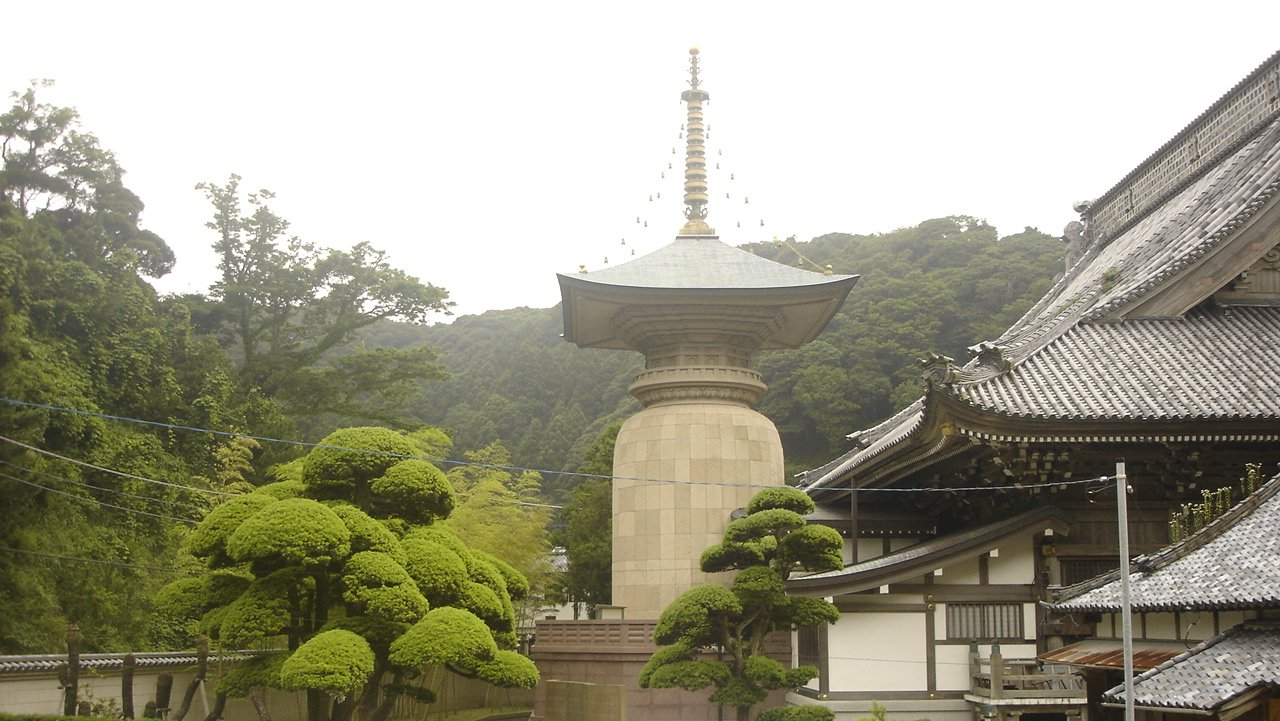
本師殿宝塔
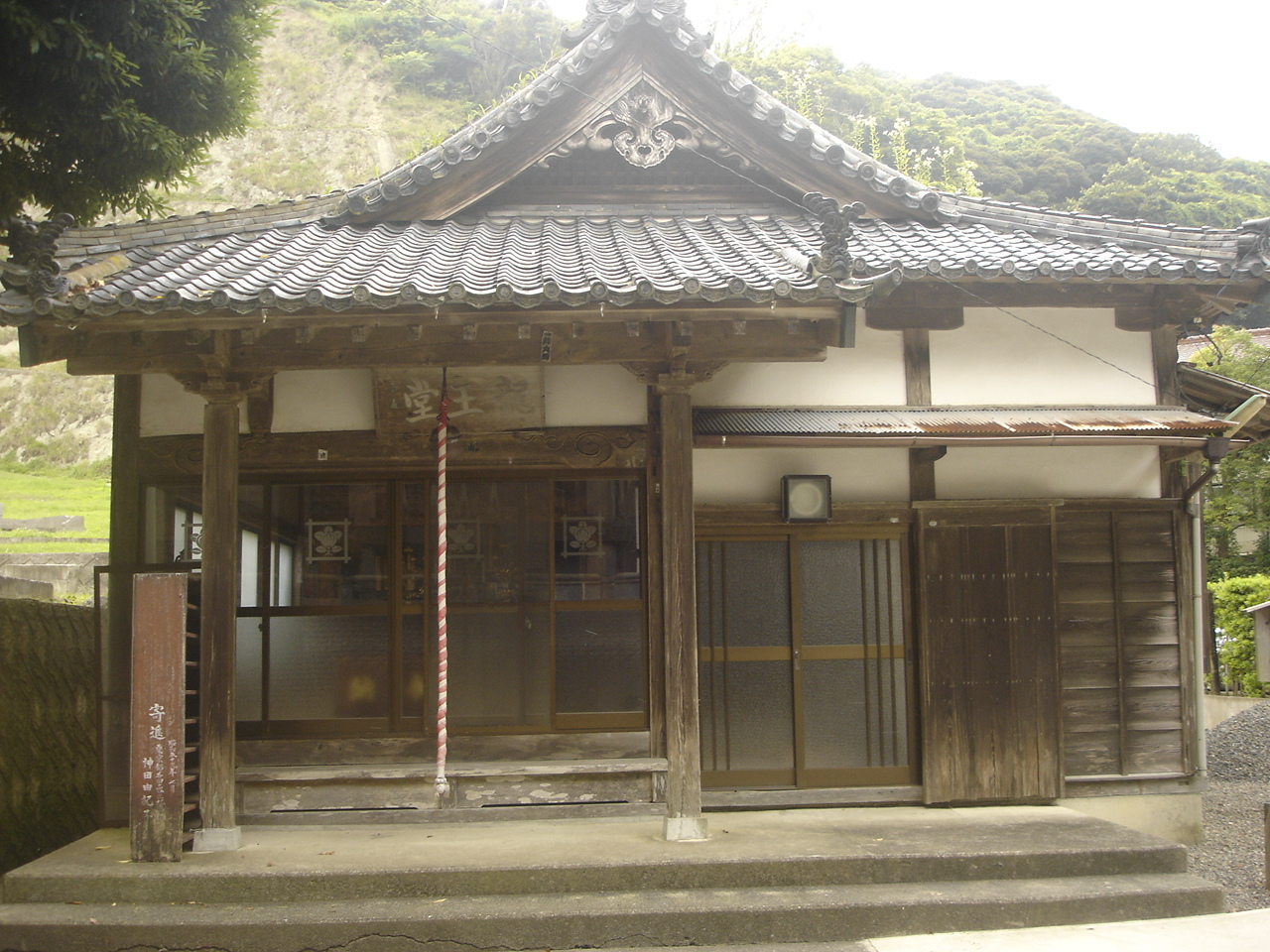
龍王堂

## 交通アクセス
JR東日本外房線安房小湊駅から車で5分

## その他
- 山門と仁王門の柱には、太平洋戦争中に張られたと思われる「震洋特攻」と書かれた千社札が貼られている。
- 近隣には同じく日蓮宗大本山である千光山清澄寺、日蓮の両親を祀った妙日山妙蓮寺（妙日は父、妙蓮は母の法号）、日蓮誕生の際に集まった鯛が群生する鯛の浦（妙の浦）等がある。
- 正月になると初日の出を見ようと誕生寺の前に人々が集まるが、誕生寺の前は山陰となり、初日の出が遮られる地形となっている。このため誕生寺から海岸線に沿って岬の先へ歩いていく必要があるが、海岸線は照明が無いため、注意が必要である。一方、清澄寺は山の上方であり、関東では一番先に日の出が拝める場所とされている。
- 夏目漱石の『こゝろ』で、先生とKがこの寺や鯛の浦に訪れるシーンがある。その際、日蓮についての話を聞こうとしない先生に向かってKが言い放った「精神的に向上心のないものはばかだ」という台詞が知られている。

## 旧末寺
日蓮宗では1941年（昭和16年）に本末を解体したため、現在は旧本山、旧末寺と呼びならわしている。